# Synagoge (Arnhem)

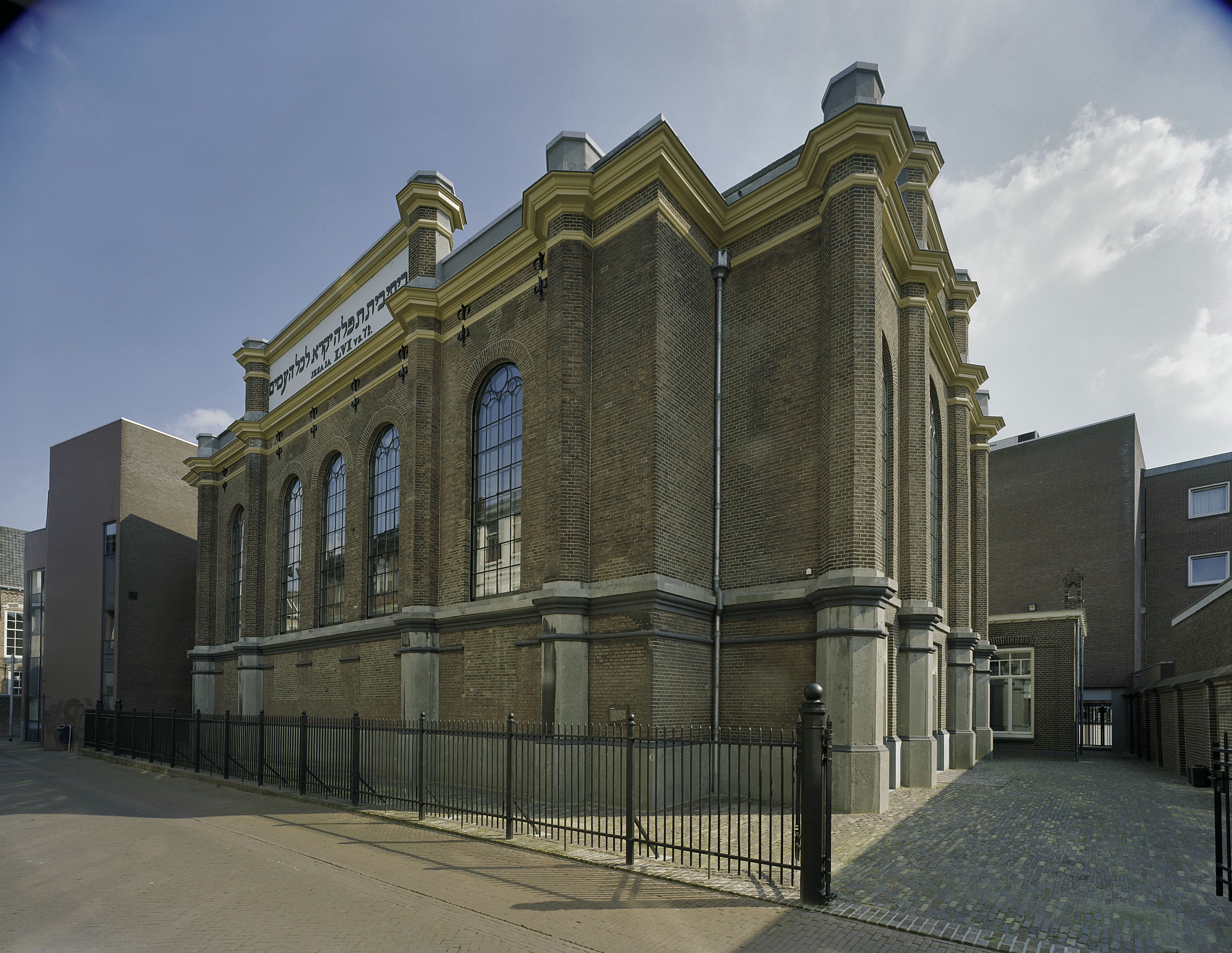
Synagoge in Arnhem

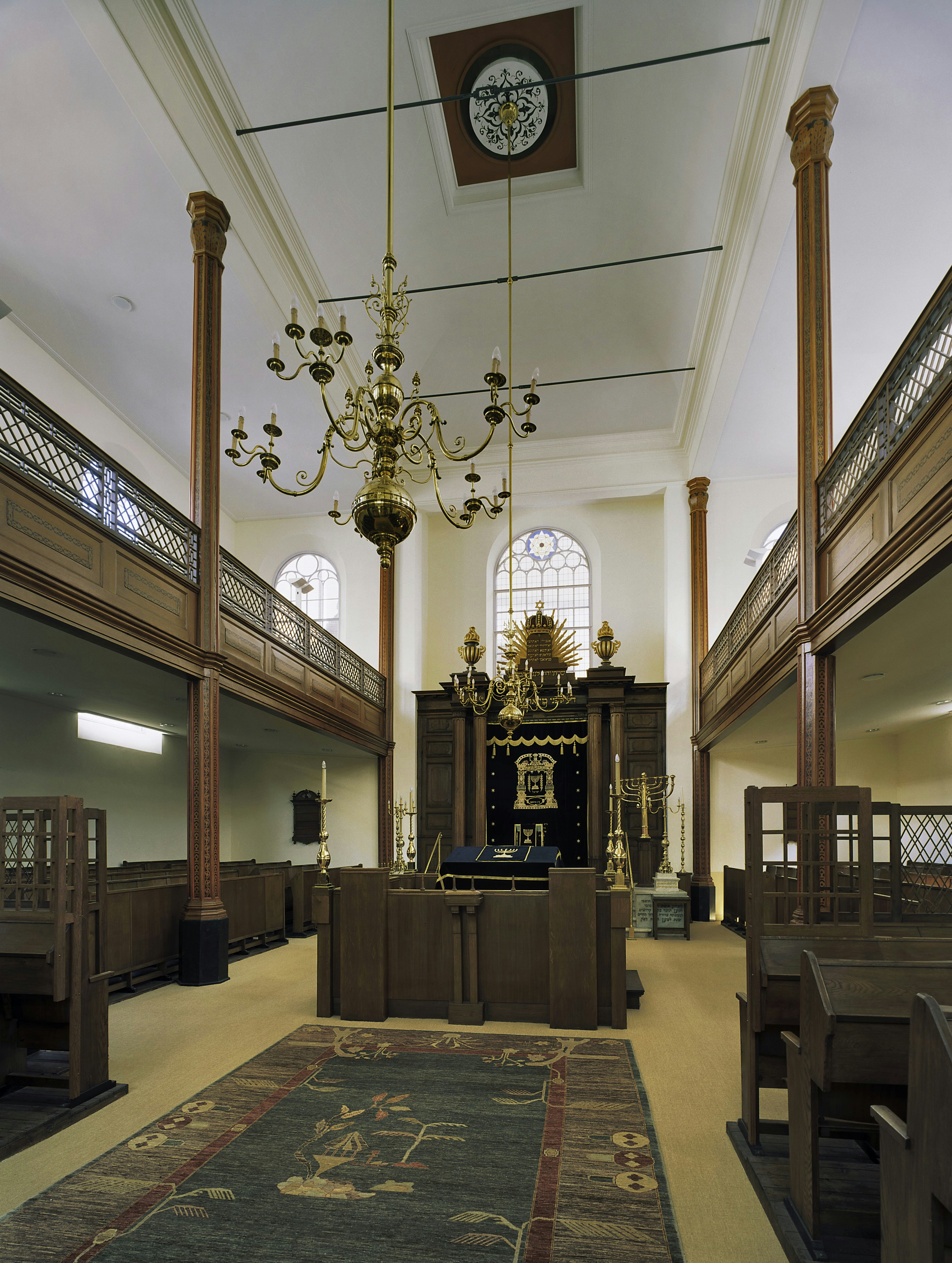
Innenansicht (2001)

Die Synagoge in Arnhem, einer Stadt in der niederländischen Provinz Gelderland, wurde 1853 errichtet. Die Synagoge an der Pastoorstraat 17a ist als Rijksmonument ein geschütztes Kulturdenkmal.
Bereits im Mittelalter sind Juden in Arnhem belegt. Nach den Verfolgungen siedelten sich ab dem 18. Jahrhundert wieder Juden in der Stadt an. Die Jüdische Gemeinde Arnhem hatte im Jahr 1930 mit 1389 Mitgliedern ihren Höchststand erreicht.
Die jüdischen Bürger von Arnhem wurden während des Zweiten Weltkriegs von den deutschen Besatzern verfolgt und viele wurden in den Konzentrationslagern ermordet.
Nach dem Krieg wurde das Synagogengebäude instand gesetzt und ab 1950 konnte der Gottesdienst wieder in der Synagoge gefeiert werden.